# Iban Garate
Iban Garate Garmendia (Azcoitia, Guipúzcoa, 7 de mayo de 1982) es un actor y presentador de espacios en ETB1.

## Biografía
Iban Garate se dio a conocer en la televisión autonómica vasca con Goenkale, a la edad de 15 años. Goenkale (en castellano Calle de arriba) es una telenovela en euskera producida por Pausoka Entertainment y EITB, que se emite cada lunes y martes en ETB1. La acción transcurre en la ficticia ciudad costera vasca de Arralde. El título de la serie se corresponde con el nombre de la calle principal de la localidad. Se estrenó en 1994, y lleva cerca de 3000 episodios, lo que la convierte, hasta el momento, en el programa más longevo del País Vasco.
En sus inicios, cada episodio duraba media hora, y se emitía de lunes a viernes; con el tiempo se suprimió el episodio del viernes y desde 2004, únicamente se emiten dos episodios de una hora cada uno cada lunes y martes.
Iban Garate saltó al cine en Aupa Etxebeste!, una película vasca dirigida por Asier Altuna y Telmo Esnal en el año 2005 (rodada íntegramente en euskera), y en la cual interpretaba el papel de Iñaki Etxebeste, miembro de una familia que se queda escondida en su casa en vacaciones para mantener la apariencia ante los vecinos, debido a que se han quedado sin dinero el mismo día en que iban a partir.
Su fama aumentó al protagonizar en el año 2010 al personaje Eldyn en la película vasca Mystikal, producida por Ricardo Ramón y dirigida por Ángel Alonso (propiedad de la productora Dibulitoon Studio) y coprotagonizada por la actriz Savitri Ceballos, que interpreta el papel de una dulce y diminuta ninfa llamada Fira. Aunque le pone mucha voluntad y empeño a su sueño de ser un gran mago, realmente Eldyn no tiene mucha fortuna e incluso se puede decir que es algo torpe. Siempre ha estado muy influenciado y protegido por su maestra, Morka, por la que siente un gran respeto. Lo más destacable es su gran corazón, cualidad que le ayudará a afrontar los graves problemas que pueda acarrearle su torpeza.
Como curiosidad, cabe destacar que Mystikal fue una película rodada usando la animación por ordenador, semejante a la tecnología usada por las películas de éxito de estilo Avatar (2009), de James Cameron, o 300 (2007), de Zack Snyder, combinando así actores de carne y hueso, escenarios y personajes virtuales y efectos especiales.
En el año 2011 protagonizó la película de drama Arriya (La piedra), dirigida por Alberto J. Gorritiberea, y en la que comparte reparto con Ramón Agirre, Begoña Maestre y  Kandido Uranga, entre otros. La trama argumental se sitúa en una pequeña localidad de Euskadi, en donde una apuesta compromete a tres clanes: llevados por la magnitud de ésta, tres parejas, incapaces de hacer frente al mundo en el que viven, entrelazan sus vidas y ven pasar el tiempo a su alrededor. Un duelo eterno que no pueden abandonar. En el corazón del pueblo hay algo innato: el amor por las apuestas, por el desafío y por los duelos.
Fue distribuida por la empresa Alokatu, y es para todos los públicos.
Su último proyecto es Miel de naranjas, una película dirigida por el ganador de un Goya por Días contados, Imanol Uribe, y en la que comparte protagonismo con Blanca Suárez (La piel que habito, El barco), Karra Elejalde (La kabra tira al monte), Ángela Molina (Carne de neón, Blancanieves) y Carlos Santos (Los hombres de Paco, También la lluvia). La trama se sitúa en la Andalucía de la posguerra, en la que Carmen (Blanca Suárez), y Enrique (Iban Garate) son dos jóvenes que se enamoran en la España de los años cincuenta. Ambos vivirán una intensa historia de amor, que propiciará que quieran estar juntos lo máximo posible el uno con el otro. A Enrique le ha llegado la hora inevitable de realizar el servicio militar y es destinado a unos juzgados, donde trabajará de mecanógrafo judicial. La represión franquista se encuentra todavía en su apogeo y Enrique tendrá la oportunidad de ver de primera mano los abusos y las injusticias que se cometen día a día en los juzgados, siendo testigo de algunas atrocidades que comenzarán a despertar su conciencia política. Cuando un conocido suyo sea detenido, Enrique decidirá que es momento de pasar a la acción y se implicará de lleno en aquello por lo que cree que merece la pena luchar. Esto le llevará a unirse a un grupo de reivindicación soterrado con el que iniciará una serie de acciones que podrán en peligro su vida y la de los suyos.
La película fue rodada en el año 2011 en la localidad de Jerez de la Frontera, Cádiz, así como también en exteriores de Huelva y Toledo. El director pensó en un primer momento en rodar la película en Cádiz, pero Jerez de la Frontera entraba más en la ambientación de los años 50.
La película obtuvo un pase con invitación en el Teatro Villamarta (Jerez), a la cual asistieron Iban Garate, Carlos Santos, Imanol Uribe, Enrique González Macho (actual Presidente de la Academia de Cine), así como guionistas y demás miembros del reparto y equipo técnico. La película obtuvo la alabanza de la ciudad y, en especial, de María José García Pelayo, la alcaldesa.
Miel de naranjas se estrenó el 1 de junio en todas las salas comerciales. Obtuvo un premio a la Mejor Dirección (Imanol Uribe), en el Festival de Cine de Málaga.
Se pudo ver a Iban Garate en la serie de Antena 3 El secreto de Puente Viejo entre octubre de 2012 y 2013, donde interpretó a don Luis, un joven músico con un oscuro secreto.

## Filmografía

### Cine
| Películas | Películas          | Películas       | Películas          |
| Año       | Título             | Papel           | Notas              |
| --------- | ------------------ | --------------- | ------------------ |
| 2019      | Agur Etxebeste!    | inaki etxebeste | protagonista       |
| 2012      | Miel de naranjas   | Enrique         | Papel protagonista |
| 2011      | Arriya (La piedra) | Perú            | Papel protagonista |
| 2010      | Mystikal           | Eldyn           | Papel protagonista |
| 2005      | Aupa Etxebeste!    | Iñaki Etxebeste | Papel protagonista |

### Televisión
- Zeru horiek (2006)
- Martin (2005–2008)
- Betizu (ETB1, 2000-2004)
- Goenkale (1997–2000)
- Kalera
- Horrelakoa da bizitza (2007-2008)
- AI AMA! (2012 -)
- El secreto de Puente Viejo (2012 -2013)
- Azpimarra (ETB1)
- Egun on Euskadi (ETB1)